# Inaciu Galán y González
Inaciu Galán y González (Gijón, 6 de juny de 1986) és un escriptor i periodista asturià, activista en defensa de l'asturià.
S'ha dedicat sempre al periodisme en asturià, i des del 2003 ha passat per la Cadena Ser, TeleGijón, la TPA o el diari Asturnews, entre altres mitjans. És director de la revista literària Formientu, que va fundar el 2006, i va dirigir i presentar el programa quinzenal Asina foi… el Surdimientu en l'emissora Onda Peñes. L'any 2006 va publicar el primer diccionari de l'asturià amb una llengua estrangera, el Diccionariu básicu de asturianu-inglés /inglés-asturianu.
Ha participat en associacions de defensa de l'asturià, com L'Arribada (de la que va ser president), Periodistes pol Asturianu, Atenéu Cultural Xuan María Acebal, La brisa del Japón o el Conceyu Universitariu pol Asturianu (CUPA), i pel qual va ser elegit membre del Claustre de la Universitat d'Oviedo i també de la Comissió de Normalització Llingüística de la mateixa institució. El 2012 va ser nomenat president d'Iniciativa pol Asturianu, un moviment ciutadà creat l'any anterior per tal de reivindicar i fomentar la llengua. El 2005 va rebre el Premi Enriqueta González Rubín de Periodisme que atorga el Gobiernu d'Asturies, i cinc anys més tard el Premi Moscones en Xixón de Periodisme. L'any 2013 va rebre el premi Urogallu de Bronce per part del Centro Asturiano de Madrid, que amb aquest gest reconeixia la tasca de Galán en favor de l'asturià.

## Obres destacades
- Diccionariu básicu asturianu-inglés/inglés-asturianu (Uivéu, 2006) Ediciones Trabe, ISBN 84-8053-395-1.[1]
- Toponimia de Siero (4) Parroquia de La Collá (Uviéu, 2007) Academia de la Llingua Asturiana, ISBN 978-84-8168-444-5 Depósitu Llegal: AS-6144-2007(a comuña con Marta Lozano Carbajal)
- ¡Pa echar unes rises! Antoloxía de monólogu modernu (Uviéu, 2008) Ediciones Trabe, ISBN 9788480534949.
- L'Álbum de Talía (Uviéu, 2006) Xunta Xeneral del Principáu d'Asturies, Depósitu llegal AS-2.030-06.
- Esbilla de testos teatrales de La Ratonera (2006) ORIS Teatro, ISSN 1578-2514.
- Terminoloxía del Turismu (TermAst)[1]